# Primolius maracana
Primolius maracana là một loài chim trong họ Psittacidae.